# Melocactus oreas
Melocactus oreas là một loài thực vật có hoa trong họ Cactaceae. Loài này được Miq. mô tả khoa học đầu tiên năm 1840.